# Тукан чорногорлий
Тукан чорногорлий (Aulacorhynchus atrogularis) — вид дятлоподібних птахів родини туканових (Ramphastidae).

## Поширення
Вид поширений в Перу, Болівії та на крайньому заході Бразилії.